# 塹口（一勞大舊址）碼頭

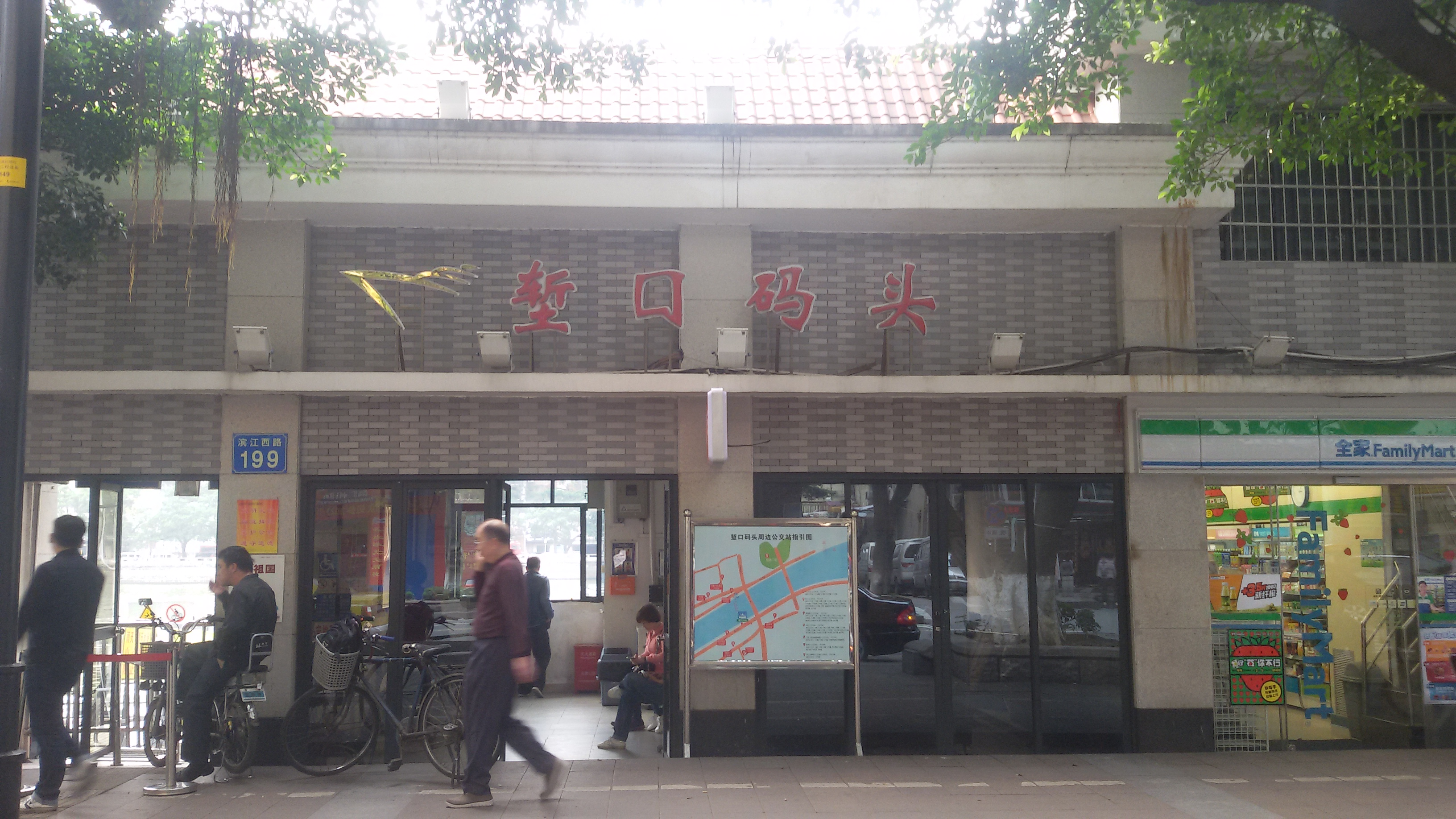
塹口（一勞大舊址）碼頭

塹口（一勞大舊址）碼頭，又稱為塹口碼頭，是中國廣州市海珠區珠江沿岸的一個客運渡輪碼頭。位於海珠区濱江西路对开江面，佔地約90.9平方米。

## 歷史及特色
塹口碼頭，改建於1964年，取名字該區地名塹口，附近有塹口街市。2002年，經過重新改造，是廣州珠江兩岸保留下來歷史較長的碼頭之一。此處也是每年春節舉辦的海珠區花市的地點。2021年一月，碼頭更名為塹口（一勞大舊址）碼頭。
1. ↑  . www.prol.com.cn. 广州公交集团客轮有限公司.   [2021-10-18]. （原始内容存档于2021-10-20）. 2020年，客轮公司还对珠江两个码头进行了更名：堑口码头将更名为“堑口（一劳大旧址）码头”，省总码头将更名为“省总（海珠广场）码头”。